# Proechimys trinitatus
Proechimys trinitatus é uma espécie de roedor da família Echimyidae.
É endêmica de Trinidad e Tobago.